# Femininomenon
«Femininomenon» es una canción de la cantautora estadounidense Chappell Roan, publicada el 12 de agosto de 2022 como quinto sencillo de su álbum de estudio debut, The Rise and Fall of a Midwest Princess (2023). Fue producida por Dan Nigro y Mike Wise.

## Antecedentes
Chappell Roan trabajó con Dan Nigro en la canción, escribiendo partes en días diferentes y uniéndolas. En una entrevista concedida a Earmilk, Roan declaró: «Llevo toda mi carrera soñando con lanzar una canción como ésta. Tardé años en coger confianza para cantar en ese estilo». Roan añadió: «Siempre intento superarme a mí misma y a mi forma de escribir música pop. Quiero ver si puedo hacer el mayor ridículo posible. Quería una canción bailable. Algo con lo que la gente pudiera bailar drag. Un himno queer con un trasfondo triste por lo que realmente me pasó, pero con ritmo».
En declaraciones a Cherwell, Roan describió la canción como un «pop de fiesta de pijamas». Cuando se le preguntó por el significado de la canción, Roan dijo: «Trata de la confusión que tengo en relación con mis relaciones sexuales con los hombres. Hay algo que no conecta. Siento que todos los hombres con los que he estado nunca me satisfacen. Con una mujer es fácil, diferente y maravilloso. Es un fenómeno. Es una canción queer - escondida ahí... Es un fenómeno que este escenario mágico y perfecto en algún lugar ahí fuera existe, y probablemente sea una mujer en mi caso».

## Composición
La canción se abre con una producción de cuerdas  y piano, mientras Roan reflexiona sobre una expareja que no pudo satisfacerla. Antes de cada estribillo, aumenta gradualmente el tono melodramático y exige que la canción se toque «con un maldito ritmo». Durante el estribillo, el sonido de una moto de cross se oye de fondo, antes de que suenen los sintetizadores. En el puente hablado, Roan anima a las mujeres que se encuentran en una situación similar a la suya («¡Chicas, ustedes saben lo que quiero decir, y saben lo que necesitan!»).

## Recepción crítica
Emily Treadgold, de Earmilk, comentó que «la canción va de un millón de maneras diferentes, pero encaja muy bien» y «es muy divertida y ruidosa, pero muy intrincada». En su crítica de The Rise and Fall of a Midwest Princess para AllMusic, Neil Z. Yeung escribió que la canción «captura a la perfección el espíritu del álbum al transformarse de una dulce balada cargada de cuerdas en un himno de empoderamiento que palpita con fuerza, puntuado por un discurso de ánimo a mitad de la canción y adlibs hilarantemente escalofriantes». Hannah Mylrea, de NME, comentó que la canción tiene «un estribillo que engancha». Olivia Horn, de Pitchfork, la definió como «un monstruo de Frankenstein que combina voces apiladas a lo Lorde, improvisaciones a lo Kesha, un sintetizador que suena como un tubo de gemidos y la absurda letra “Get it hot like Papa John”, quizás el mayor momento de crossover pop de la franquicia de pizzas desde que pusieron la cara de Taylor Swift en sus cajas».

## Posicionamiento en listas
| Lista (2024)                       | Mejor posición |
| ---------------------------------- | -------------- |
| Canadá (Canadian Hot 100)          | 69             |
| Estados Unidos (Billboard Hot 100) | 66             |

## Certificaciones
| País                                                                   | Certificación | Ventas     |
| ---------------------------------------------------------------------- | ------------- | ---------- |
| Canadá (Music Canada)                                                  | Oro           | 40,000‡    |
| Estados Unidos (RIAA)                                                  | Platino       | 1,000,000‡ |
| Reino Unido (BPI)                                                      | Plata         | 200,000‡   |
| ‡ Cifras de ventas y streaming basadas únicamente en la certificación. |               |            |